# Юридическая психология
Юриди́ческая психоло́гия — раздел психологии, предметом которого являются психологические особенности деятельности, связанной с правом: отправлением правосудия (поведение участников уголовного процесса), правомерным и неправомерным поведением (формирование личности преступника и особенности преступного поведения), работой сотрудников правоохранительных органов и других юридических служб.

## Задачи юридической психологии
- Осуществить научный синтез психологических и юридических знаний
- Раскрыть психолого-юридическую сущность базовых правовых категорий
- Обеспечить глубокое понимание юристами объекта своей деятельности — поведения человека
- Раскрыть особенности психической деятельности различных субъектов правоотношений, их психических состояний в различных ситуациях правоприменения и правоохранения
- Выработать рекомендации по усовершенствованию правового регулирования жизни общества

## Становление в России
Лишь в конце XIX — начале XX века происходит оформление юридической психологии в России как самостоятельной научной дисциплины благодаря развитию и комплексному использованию знаний психологии, психиатрии и права для решения практических задач, связанных с изучением личности преступника, свидетелей, суда присяжных, пенитенциарной системой, профилактикой преступлений через проведения исследований.